# Muelleranthus
Muelleranthus es un género de plantas con flores  perteneciente a la familia Fabaceae. Comprende 3 especies descritas y  aceptadas.

## Taxonomía
El género fue descrito por John Hutchinson y publicado en The Genera of Flowering Plants 361. 1964.

## Especies
A continuación se brinda un listado de las especies del género Muelleranthus aceptadas hasta septiembre de 2012, ordenadas alfabéticamente. Para cada una se indica el nombre binomial seguido del autor, abreviado según las convenciones y usos.
- Muelleranthus crenulatus
- Muelleranthus stipulans
- Muelleranthus trifoliolatus